# مصفوفة ياكوبية
مصفوفة ياكوبية (بالإنجليزية: Jacobian matrix)‏ هي مصفوفة تعبر عن مشتق متجه من الدالات ولها أهمية كبيرة في الرياضيات والهندسة خاصة في إخطاط الأنظمة اللاخطية ودراستها وفي الرياضيات العددية.
المحددة الياكوبية (والتي تسمى على سبيل التبسيط بالياكوبية) هي محدد المصفوفة الياكوبية.
سُميت هذه المفاهيم هكذا نسبة لعالم الرياضيات كارل غوستاف ياكوب ياكوبي.

## أمثلة

### المثال الأول
لتكن الدالة f : ℝ2 → ℝ2 المعرفة كما يلي
{\displaystyle \mathbf {f} (x,y)={\begin{bmatrix}x^{2}y\\5x+\sin y\end{bmatrix}}.}
إذن
{\displaystyle f_{1}(x,y)=x^{2}y}
و
{\displaystyle f_{2}(x,y)=5x+\sin y}
والمصفوفة الياكوبية ل F هي
{\displaystyle \mathbf {J} _{\mathbf {f} }(x,y)={\begin{bmatrix}{\dfrac {\partial f_{1}}{\partial x}}&{\dfrac {\partial f_{1}}{\partial y}}\\[1em]{\dfrac {\partial f_{2}}{\partial x}}&{\dfrac {\partial f_{2}}{\partial y}}\end{bmatrix}}={\begin{bmatrix}2xy&x^{2}\\5&\cos y\end{bmatrix}}}
أما المحددة الجاكوبية فهي
{\displaystyle \det(\mathbf {J} _{\mathbf {f} }(x,y))=2xy\cos y-5x^{2}.}

### المثال الثاني: التحويل من إحداثيات ديكارتية إلى إحداثيات قطبية
التحويل من نظام إحداثي قطبي (r, φ) إلى نظام إحداثي ديكارتي (x, y), توفره الدالة التالية F: ℝ+ × [0, 2π) → ℝ2 حيث:
{\displaystyle {\begin{aligned}x&=r\cos \varphi ;\\y&=r\sin \varphi .\end{aligned}}}
{\displaystyle \mathbf {J} _{\mathbf {F} }(r,\varphi )={\begin{bmatrix}{\dfrac {\partial x}{\partial r}}&{\dfrac {\partial x}{\partial \varphi }}\\[1em]{\dfrac {\partial y}{\partial r}}&{\dfrac {\partial y}{\partial \varphi }}\end{bmatrix}}={\begin{bmatrix}\cos \varphi &-r\sin \varphi \\\sin \varphi &r\cos \varphi \end{bmatrix}}}
المحددة الياكوبية تساوي r. هذا التساوي يستعمل من أجل تحويل التكاملات من نظام إحداثيات إلى آخر:
{\displaystyle \iint _{\mathbf {F} (A)}f(x,y)\,dx\,dy=\iint _{A}f(r\cos \varphi ,r\sin \varphi )\,r\,dr\,d\varphi .}